# Soul Pride
"Soul Pride" é uma canção funk instrumental escria por James Brown e Alfred Ellis e gravada por James Brown com sua banda. Lançada em single de duas partes em 1969, alcançou o número 33 da parada R&B.